# Llengües amazigues occidentals
Les llengües amazigues occidentals són una branca de les llengües amazigues. Comprèn dues llengües:
- Zenaga
- Tetserret

El zenaga es parla al sud-oest de Mauritània mentre que el tetserret es parla al centre de Níger. Semblen-haver influït en el songhai korandje algerià.
L'etiqueta "berber occidental" fou utilitzat per primer cop en un sentit classificatori per Eichenwald i Militarev (1984) en referència únicament al zenaga. (No hi havia dades sobre ek tetserrét aleshores.)
El so característic d'aquest subgrup inclou el reflex del protoberber *ww com a *bb (en altres llocs gg/ggʷ) i *w (mantingut en altres parts) com a *b després de consonants; de *x (mantingut en altres parts) com a *k; de *ṭṭ com a ḍḍ (en altres llocs ṭṭ); i de *ẓ com la fricativa sonora ṣ (Tetserrét) o θ̣ (Zenaga).